# 上卡雷山
46°06′29″N 10°35′45″E / 46.10802°N 10.59596°E
上卡雷山（義大利語：Monte Carè Alto），是意大利的山峰，位於該國北部，由特倫蒂諾-上阿迪傑大區負責管轄，屬於阿達梅洛-普雷薩內拉阿爾卑斯山脈的一部分，海拔高度3,463米，每年平均降雨量1,357毫米。